# Lindsey Shaw
Lindsey Marie Shaw (Lincoln, 10 maggio 1989) è un'attrice statunitense.
È conosciuta maggiormente per aver interpretato Jennifer Mosely nella serie Nickelodeon Ned - Scuola di sopravvivenza e Paige McCullers in Pretty Little Liars.

## Biografia
Lindsey Shaw nasce il 10 maggio 1989 a Lincoln, Nebraska. Ha frequentato la scuola media a Burbank e poi la Scuola di Notre Dame a Parigi. Prima di trasferirsi definitivamente a Los Angeles nel 2002 per dedicarsi alla recitazione, Lindsey viaggiava almeno due volte al mese, accompagnata dalla madre, da Lincoln verso Kansas City per partecipare a spot pubblicitari. Dopo essersi trasferita a San Mateo in California, viene quasi subito introdotta all'insegnante di recitazione Jeremiah Comey, che diviene il suo mentore da quel momento in avanti. Jerry indirizzò poi Lindsey a quello che diverrà il suo manager: Pat Cutler, della Cutler Management.
Lindsey acquistò popolarità interpretando dal 2004 al 2007, per tre stagioni, il personaggio di Jennifer Mosely nella serie tv Ned - Scuola di sopravvivenza, la miglior amica e vicina di casa del protagonista Ned.
Nel 2011 recita nel ruolo di Lisa, protagonista del film per la televisione Teen Spirit - Un ballo per il paradiso, targato ABC Family. Nello stesso anno ottiene il ruolo ricorrente di Paige McCullers, nella serie televisiva Pretty Little Liars.
L'anno seguente è ancora una volta protagonista di una pellicola interpretando Ally Mash in 16-Love.
Appare inoltre, nel 2014, in cinque episodi della terza ed ultima stagione della sitcom Suburgatory, altra serie targata ABC, interpretando June.
Nel febbraio 2015 viene annunciata la sua presenza nella serie tv di MTV Faking It - Più che amiche dove interpreta il ruolo di Sasha Harvey, sorella del personaggio di Michael J. Willett, Shane.

## Filmografia

### Cinema
- The Great Lie, regia di Jeremiah Comey (2005) - cortometraggio
- Devolved, regia di John Cregan (2010)
- Nic & Tristan Go Mega Dega, regia di Cosmo Segurson (2010)
- Gideon, regia di Rob Pinkston (2010) - cortometraggio
- Il risveglio dei licantropi (The Howling: Reborn), regia di Joe Nimziki (2011)
- 16-Love, regia di Adam Lipsius (2012)
- No One Lives, regia di Ryūhei Kitamura (2012)
- Love Me, regia di Rick Bota (2013)
- Objects in the Rearview, regia di Adam Bagger (2013) - cortometraggio
- Yellow Day, regia di Carl Lauten (2015)
- Hollywood Superstar, regia di Greg Ash (2015) - cortometraggio
- Temps, regia di Ryan Sage (2016)
- Emily, regia di Mamady Conde (2017) - cortometraggio
- 1/1, regia di Jeremy Phillips (2018)
- The Picture, regia di Adam Lipsius (2019) - cortometraggio
- Reboot Camp, regia di Ivo Raza (2020)

### Televisione
- Ned - Scuola di sopravvivenza (Ned's Declassified School Survival Guide) – serie TV, 55 episodi (2004-2007)
- Aliens in America – serie TV, 18 episodi (2007-2008)
- Eleventh Hour – serie TV, episodio 1x08 (2008)
- 10 cose che odio di te (10 Things I Hate About You) – serie TV, 20 episodi (2009-2010)
- Pretty Little Liars – serie TV, 45 episodi (2011-2017)
- Teen Spirit - Un ballo per il paradiso (Teen Spirit), regia di Gil Junger – film TV (2011)
- Body of Proof – serie TV, episodio 2x20 (2012)
- Suburgatory – serie TV, 5 episodi (2014)
- Faking It - Più che amiche (Faking It) – serie TV, 4 episodi (2015)
- Un'estate perfetta (Secret Summer), regia di Rick Bota – film TV (2016)
- Hers and History – serie TV, 8 episodi (2017)
- Olden Times, regia di Patrick Scott Lewis – film TV (2019)
- Lucifer – serie TV, episodio 6x02 (2021)

## Podcast
- Ned Declassified Podcast Survival Guide - (con Devon Werkheiser e Daniel Curtis Lee) (2023 - in corso)

## Doppiatrici italiane
Nelle versioni in lingua italiana dei suoi lavori, Lindsey Shaw è stata doppiata da:
- Lara Parmiani in Ned - Scuola di sopravvivenza
- Virginia Brunetti in Aliens in America
- Chiara Gioncardi in 10 cose che odio di te
- Myriam Catania in Pretty Little Liars (st. 1)
- Federica De Bortoli in Pretty Little Liars (st. 2-5, 7)
- Gaia Bolognesi in No One Lives
- Erica Necci in Un'estate perfetta
- Veronica Puccio in Suburgatory